# Bactrocera hantanae
Bactrocera hantanae är en tvåvingeart som beskrevs av Tsuruta och White 2001. Bactrocera hantanae ingår i släktet Bactrocera och familjen borrflugor.
Artens utbredningsområde är Sri Lanka. Inga underarter finns listade.